# Михајловски музеј Александра Сергејевича Пушкина
Меморијални музеј-парк Александра Пушкина „Михајловско” (рус. Мемориальный музей-заповедник А. С. Пушкина «Михайловское»), пуним именом Државни меморијални историјско-литерарни и природно-пејзажни музеј-парк А. С. Пушкина „Михајловско” (рус. Государственный мемориальный историко-литературный и природно-ландшафтный музей-заповедник А. С. Пушкина «Михайловское») музејски је комплекс површине око 9.800 хектара на подручју Пушкиногорског рејона Псковске области, на крајњем западу европског дела Руске Федерације. Музеј је посвећен животу и раду једног од највећих руских песника свих времена, и оснивачу савремене руске књижевности Александру Пушкину чија породица је имала имање у селу Михајловско на том подручју.

## Историја
Године 1742. императорка Јелисавета I Петровна доделила је имање у близини села Михајловско, на подручју данашњег Пушкиногорског рејона, тадашњем племићу и генералу Абраму Петровичу Ганибалу. Његова унука Надежда Пушкина била је мајка песника Александра Пушкина, а сам песник имање је први пут посетио у лето 1817. године. Пушкин је живео у Михајловском у периоду између 1824. и 1826. године. После смрти његове мајке 1836. церло имање је прешло у посед Александра Пушкина, који је и сам сахрањен у оближњем Свјатогорском манастиру 6. фебруара 1837. године. Посед је оставо у власништву Пушкинових све до 1899. када је његов син Григориј Пушкин продао имање држави.
Године 1911. отворен је мањи музеј посвећен Александру Пушкину, међутим цело подручје је опљачкано и спаљено до темеља током Октобарске револуције 1917. године. Имања су убрзо обновљена и 17. марта 1922. проглашена за споменик од националног значаја, а цело подручје је претворено у музеј. У комплекс музеја 1936. укључен је и ансамбл Свјатогорског манастира.
Манастир је тек 1992. враћен у посед Руске православне цркве, а три године касније музеј добија садашње име, а исте године је цео комплекс проглашен за споменик културног наслеђа Руске Федерације (указом тадашњег председника Бориса Јељцина).

## Музејски комплекс
Музеј-парк Михајловско обухвата:
- гробницу А. С. Пушкина и породичну гробницу Ганибал-Пушкина у Светогорском манастиру;
- имања Михајловско, Тригорско и Петровско;
- археолошке локалитете Веље, Воронич, Врев и Савкина Горка;
- језера Белогули, Веље, Кучане, Маленец и Црно језеро;
- леву обалу Сорота;
- етно-музеј „Воденица у селу Бугрово”
- научно-културни центар у варошици Пушкинскије Гори;
- имања Пушкинових пријатеља, сарадника и комшија — Воскересњско, Голубово, Дериглазово и Лисаја Гора;
- историјски део села Веље

- Пушкинов радни сто у Михајловском
- Кућа А. П. Ганибала